# 備前西市駅
備前西市駅（びぜんにしいちえき）は、岡山県岡山市南区西市にある西日本旅客鉄道（JR西日本）宇野線の駅である。宇野方面に向かう「宇野みなと線」と、本四備讃線に直通する「瀬戸大橋線」の、双方の愛称区間に含まれている。駅番号は宇野みなと線がJR-L03、瀬戸大橋線がJR-M03。

## 歴史
- 1939年（昭和14年）1月1日：宇野線の大元駅 - 妹尾駅間に新設開業[1]。
- 1940年（昭和15年）11月1日：営業休止[1]。
- 1950年（昭和25年）11月14日：営業再開[2]。
- 1968年（昭和43年）
  - 9月25日：宇野駅寄りに250 m移転、列車交換設備を設置して2面2線となる[3]。同時に無人化[3]。
  - 10月1日：営業キロが宇野寄りに200 m移動[1]。
- 1987年（昭和62年）4月1日：国鉄分割民営化により、西日本旅客鉄道（JR西日本）の駅となる[1]。
- 2007年（平成19年）
  - 7月12日：ICOCA対応の簡易型自動改札機導入。
  - 9月1日：ICカード「ICOCA」の利用が可能となる。
- 2009年（平成21年）10月16日：1番のりばにスロープ設置。
- 2014年（平成26年）12月18日：ホームかさ上げを実施。同時に2番のりばにスロープ設置。
- 2018年（平成30年）3月17日：1番のりばのホーム延長が完成し、7両編成に対応。

## 駅構造
相対式ホーム2面2線を有する地上駅。上下ホームは陸橋で結ばれているが、一旦改札口を出て、踏切を渡っても反対方面行きホームに行くことができる。一線スルー型配線になっており、通過列車は直線側の1番のりば（上下本線）を通過するが、ダイヤによっては当駅に停車しない快速「マリンライナー」やその他の本四連絡特急などが対向列車の待ち合わせのため、分岐側の2番のりば（上下副本線）に進入して運転停車する。2014年（平成26年）12月時点では、停車列車については方向別にホームを使い分けている。（ダイヤ乱れ時の臨時停車などは除く）。岡山駅 - 当駅間の区間列車は、2番のりばで折り返す。
岡山駅管理の無人駅だが、両ホーム岡山寄りに簡易駅舎が設けられ、そこに簡易式の自動改札機と、近距離切符の自動券売機（ICOCAを挿入するホルダーあり）がある。トイレはない。ICOCA利用可能駅（相互利用可能ICカードはICOCAの項を参照）。
「マリンライナー」は2019年3月時点で初発の2号と朝ラッシュ時の8号、10号の計3本のみが停車する。これまで当駅のホームが6両分しかなく、7両編成で運転される8号は通過していたが、上りホームの7両編成対応化工事が行われ、2018年3月ダイヤ改正より8号も停車するようになった。またこれを機に5両で運転されていたために平日の混雑が著しかった10号が7両編成で運転されるようになった。
長年ホームのかさ上げは実施されておらず、列車とホーム間に段差があったが2014年11月からホームのかさ上げ工事が実施された。また、これと同時に2番のりばにもスロープが設置された。

### のりば
| のりば | 路線                    | 方向 | 行先                 | 備考                    |
| ------ | ----------------------- | ---- | -------------------- | ----------------------- |
| 1      | 瀬戸大橋線 宇野みなと線 | 上り | 岡山方面             | 折り返し列車は2番のりば |
| 2      | 瀬戸大橋線 宇野みなと線 | 下り | 児島・宇野・四国方面 |                         |

※岡山駅 - 茶屋町駅間では、当駅折り返し・茶屋町・児島方面発着系統が「瀬戸大橋線」、宇野発着系統が「宇野みなと線」と案内される。

## 利用状況
1日の平均乗車人員は以下の通りである。
| 乗車人員推移 | 乗車人員推移 |
| 年度         | 1日平均人数  |
| ------------ | ------------ |
| 1999         | 726          |
| 2000         | 722          |
| 2001         | 752          |
| 2002         | 770          |
| 2003         | 793          |
| 2004         | 802          |
| 2005         | 821          |
| 2006         | 855          |
| 2007         | 932          |
| 2008         | 981          |
| 2009         | 967          |
| 2010         | 973          |
| 2011         | 1,040        |
| 2012         | 1,169        |
| 2013         | 1,267        |
| 2014         | 1,334        |
| 2015         | 1,506        |
| 2016         | 1,581        |
| 2017         | 1,639        |
| 2018         | 1,703        |
| 2019         | 1,813        |
| 2020         | 1,580        |
| 2021         | 1,605        |

## 駅周辺
かつて周辺は田園地帯であったが、現在は岡山市のベッドタウンとして宅地化が進み、国道2号を超えた駅の南側を中心に高層マンションが林立している。近年は下中野交差点を中心に家電量販店やパソコンのパーツショップが多く出店している。
- 岡山南警察署西市交番
- 岡山市立芳明小学校
- 岡山市立芳田公民館
- 国道2号
- 岡山県道21号岡山児島線
- 両備テクノ（両備整備工場）
- マルナカ 下中野店
- ディオ 岡山西店
- おかやまMALL - ショッピングセンター。啓文社岡山本店などが入居。
- ヤマダデンキ テックランド岡山本店
- ホームセンタータイム西市店
- トマト銀行 西市支店
- おかやま信用金庫 辰巳支店
- ドン・キホーテ 岡山下中野店
- 大角橋バス停（岡電バス・下電バス、駅から徒歩5分の県道岡山児島線沿いにある）

## その他
- ICOCAの使用履歴について、当駅は「備西市」と表記されている。

## 隣の駅
西日本旅客鉄道（JR西日本）
 宇野みなと線（宇野線）・ 瀬戸大橋線（本四備讃線直通）
- ■快速「マリンライナー」停車駅（朝の上り3本のみ停車）

■快速（岡山 - 茶屋町）・■普通
大元駅 (JR-L02/JR-M02) - 備前西市駅 (JR-L03/JR-M03) - 妹尾駅 (JR-L04/JR-M04)